# Oropa
Oropa is een frazione (plaats) in de Italiaanse gemeente Biella. De frazione is bekend voor het Santuario di Oropa.
Oropa is nationaal bekend om het standbeeld van de Zwarte Maagd van Oropa, dat zich bevindt in het heiligdom van Oropa, de basiliek van de Sacro Monte di Oropa, een van de Sacri Monti, een bedevaartsoort erkend als UNESCO werelderfgoed. Het is een belangrijke bestemming voor lokaal toerisme en bedevaarten. In 1874 werd een meteorologisch station opgericht door Francesco Denza. In 1998 werd de botanische tuin geopend. Op de begraafplaats liggen Riccardo Gualino, Quintino Sella en Vittorio Sella begraven.

## Giro d'Italia
Oropa was zeven keer de finishlijn van een etappe van de Giro d'Italia. Ook de Gran Piemonte werd op 10 oktober 2019 verreden tussen Agliè en het Santuario di Oropa over een afstand van 183 km.  De Colombiaan Egan Bernal werd de winnaar.
| Jaar | Rit | Datum   | Etappe                                                | km   | Winnaar          | Leider klassement |
| ---- | --- | ------- | ----------------------------------------------------- | ---- | ---------------- | ----------------- |
| 1963 | 11  | 29 mei  | Asti > Santuario di Oropa                             | 130  | Vito Taccone     | Diego Ronchini    |
| 1993 | 20  | 11 juni | Turijn > Santuario di Oropa                           | 162  | Massimo Ghirotto | Miguel Indurain   |
| 1999 | 15  | 30 mei  | Racconigi > Santuario di Oropa                        | 160  | Marco Pantani    | Marco Pantani     |
| 2007 | 13  | 25 mei  | Biella > Santuario di Oropa (individuele klimtijdrit) | 12,6 | Marzio Bruseghin | Danilo Di Luca    |
| 2014 | 14  | 24 mei  | Agliè > Oropa                                         | 184  | Enrico Battaglin | Rigoberto Urán    |
| 2017 | 14  | 20 mei  | Castellania > Oropa                                   | 131  | Tom Dumoulin     | Tom Dumoulin      |
| 2024 | 2   | 5 mei   | San Francesco al Campo > Santuario di Oropa           | 161  | Tadej Pogačar    | Tadej Pogačar     |